# Paulo Jun’ichi Tanaka
Paulo Jun’ichi Tanaka (japanisch 田中 パウロ 淳一 Tanaka Paulo Jun’ichi; * 23. Oktober 1993 in Takasago) ist ein japanischer Fußballspieler.

## Karriere
Tanaka erlernte das Fußballspielen in der Schulmannschaft der Osaka Toin High School. Seinen ersten Vertrag unterschrieb er 2012 bei Kawasaki Frontale. Der Verein aus Kawasaki spielte in der ersten japanischen Liga, der J1 League. Für dFrontale absolvierte er drei Erstligaspiele. 2014 wechselte er nach Kanazawa zum Drittligisten Zweigen Kanazawa. 2014 wurde er mit dem Verein Meister der dritten Liga und stieg in die zweite Liga auf. Für den Verein absolvierte er 49 Ligaspiele. Der FC Gifu nahm ihn 2016 unter Vertrag. Für den Verein aus Gifu spielte er 88-mal in der zweiten Liga. Im Januar 2019 nahm ihn der Ligakonkurrent Renofa Yamaguchi FC unter Vertrag. Hier unterschrieb er einen Zweijahresvertrag. Nach 67 Zweitligaspielen für Renofa verpflichtete ihn im Januar 2021 der Zweitligist Matsumoto Yamaga FC. Nach Ende der Saison 2021 belegte er mit dem Verein aus Matsumoto den letzten Tabellenplatz und musste in die dritte Liga absteigen. Nach insgesamt 31 Ligaspielen wechselte er im Februar 2023 zum Fünftligisten Tochigi City FC. Mit dem Verein aus Tochigi spielte er in der Kantō Soccer League. 2023 wurde er Vizemeister der Kantō Soccer League und qualifizierte sich für die Japanese Regional Football Champions League. Hier wurde man erster und stieg in die vierte Liga auf. Am Ende der Spielzeit 2024 feierte er mit Tochigi die Meisterschaft und stieg in die dritte Liga auf.

## Erfolge
Tochigi City FC
- Japanischer Viertligameister: 2024  ▲
- Japanese Regional Football Champions League: 2023  ▲